# Петровское сельское поселение (Ленинградская область)
Петро́вское се́льское поселе́ние — муниципальное образование в Приозерском районе Ленинградской области.
Административный центр — посёлок Петровское.
Глава поселения — Пьянкова Ирина Геннадьевна, глава администрации — Левин Алексей Васильевич.

## География
Петровское сельское поселение расположено в центральной части района к югу от озёр Вуокса и Суходольское.
По территории поселения проходят автомобильные дороги:
- А121 «Сортавала» (Санкт-Петербург — Сортавала — автомобильная дорога Р-21 «Кола»)
- 41К-152 (подъезд к пос. Пчёлино)
- 41К-261 (Орехово — Петяярви)
- 41К-757 (Петровское — Ольховка)

Расстояние от административного центра поселения до районного центра — 63 км.

## История
Поселения на территории поселения известно с I тысячелетия нашей эры. При раскопках, которые проводились на территории поселения в начале XX века на территории нынешней деревни Ольховка, были выявлены могильники с языческими трупосожжениями и 9 древнекарельских жертвенных камней с лунками на поверхности, куда при ритуальных богослужениях стекала кровь жертвенных животных.
В XII — начале XVII века эти земли в составе Михайловского Сакульского погоста находились под властью Новгородского княжества и Русского царства. Впервые нынешний посёлок Петровский упоминается в Писцовой книге 1568 года под названием Петярвы (Сосновское озеро). Одна её часть являлась вотчиной Валаамского монастыря, а другая — Коневского.
Затем территория поселения являлась южной частью финской волости Саккола.
В 1939 году в деревнях Петяярви, Рюхмя и Ховинкюля, позже вошедших в состав нынешнего посёлка Петровское, насчитывалось 164 дома.
После Зимней войны территория поселения был образован Петяярвский сельсовет в составе Раутовского района Ленинградской области. После освобождения Карельского перешейка от финских войск в 1944 году сохранилось то же административное подчинение. В 1946 году посёлок Петяярви стал центром сельсовета и центральной усадьбой образованного совхоза.
1 октября 1948 года сельсовет переименован в Петровский — в память о Елизавете Павловне Петровой (1924—1944), старшем сержанте медицинской службы, погибшей на этой земле.
9 декабря 1960 года Сосновский район был упразднён, Петровский сельсовет передан Приозерскому району.
18 января 1994 года постановлением главы администрации Ленинградской области № 10 «Об изменениях административно-территориального устройства районов Ленинградской области» Петровский сельсовет, также как и все другие сельсоветы области, преобразован в Петровскую волость.
1 января 2006 года в соответствии с областным законом № 50-оз от 1 сентября 2004 года «Об установлении границ и наделении соответствующим статусом муниципального образования Приозерский муниципальный район и муниципальных образований в его составе» было образовано Петровское сельское поселение, в состав которого вошла территория бывшей Петровской волости.

## Население
| 2006  | 2010  | 2011  | 2012  | 2013  | 2014  | 2015  |
| ----- | ----- | ----- | ----- | ----- | ----- | ----- |
| 1700  | ↗1802 | ↗1808 | ↗1811 | ↗1812 | ↗1824 | ↘1823 |
| 2016  | 2017  | 2018  | 2019  | 2020  | 2021  | 2023  |
| ↗1834 | ↘1823 | ↘1806 | ↘1787 | ↗1795 | ↗1968 | ↘1934 |
| 2024  | 2025  |       |       |       |       |       |
| ↗1941 | ↗1965 |       |       |       |       |       |

## Состав сельского поселения
| № | Населённый пункт | Тип населённого пункта          | Население    |
| - | ---------------- | ------------------------------- | ------------ |
| 1 | Варшко           | деревня                         | ↘50 (2017)   |
| 2 | Овраги           | деревня                         | ↗43 (2017)   |
| 3 | Ольховка         | деревня                         | ↘90 (2017)   |
| 4 | Петровское       | посёлок, административный центр | ↗1390 (2017) |
| 5 | Петяярви         | посёлок железнодорожной станции | ↘86 (2017)   |
| 6 | Ягодное          | деревня                         | ↘86 (2017)   |

28 декабря 2004 года в связи с отсутствием жителей областным законом № 120-оз была упразднена деревня Колокольцево.